# متلاخ
متلاخ (به آلمانی: Mettlach) یک شهر در آلمان است که در زارلاند واقع شده‌است.

## خصوصیات
متلاخ ۷۸٫۰۸ کیلومترمربع مساحت دارد ۱۵۴-۴۵۱ متر بالاتر از سطح دریا واقع شده‌است.